# Assedio di Cesarea in Cappadocia
L'assedio di Cesarea in Cappadocia si compì nel 260, quando le armate sasanidi, condotte da re Sapore I, riuscirono a penetrare nelle mura cittadine ed a deportare l'intera popolazione romana.

## Contesto storico
Il re sasanide Sapore I dopo una seconda serie di campagne contro l'Impero romano (dal 252 al 256), condusse le sue armate per la terza volta contro lo stesso Imperatore romano Valeriano. Quest'ultimo fu sconfitto e catturato nella battaglia di Edessa nel 260:
(Res gestae divi Saporis, riga 19-26 da The American journal of Semitic languages and literatures, University of Chicago, 1940, vol.57-58, p.379.)
La cattura di Valeriano da parte dei Persiani lasciò l'Oriente romano alla mercé di Sapore I, il quale condusse una nuova offensiva dal suo "quartier generale" di Nisibis (occupata nel 252 dalla armate sasanidi), riuscendo ad occupare i territori romani fino a Tarso (in Cilicia), Antiochia (in Siria) e Cesarea (in Cappadocia), compresa l'intera provincia romana di Mesopotamia.
(Res gestae divi Saporis, riga 25-26 da The American journal of Semitic languages and literatures, University of Chicago, 1940, vol.57-58, p.379.)

## Assedio
(Zonara, L'epitome delle storie, XII, 23.)

## Conseguenze
Dopo la vittoria contro Valeriano, l'espansione di Sapore verso occidente venne fermata da Odenato, signore di Palmira e Rector Orientis dell'Imperatore Gallieno. Quest'ultimo, dopo la sconfitta persiana, mutò anche la sua politica religiosa nei confronti dei Cristiani, abolendone le loro persecuzioni.